# أليكس ريتشل
أليكس ريتشل (بالإنجليزية: Alex Reichel)‏ مواليد 3 مارس 1971 في لوس أنجلوس، هو لاعب كرة مضرب أمريكي سابق بدأ مسيرته كمحترف سنة 1992 وكان يلعب باليد اليمنى. أعلى تصنيف له في الفردي كان المركز الـ 204 في سنة 1996. أعلى تصنيف له في الزوجي كان المركز الـ 519 في سنة 1997.

## روابط خارجية
- أليكس ريتشل على موقع رابطة محترفي التنس (الإنجليزية)
- أليكس ريتشل على موقع الاتحاد الدولي لكرة المضرب (الإنجليزية)